# Mount Thor (Canada)

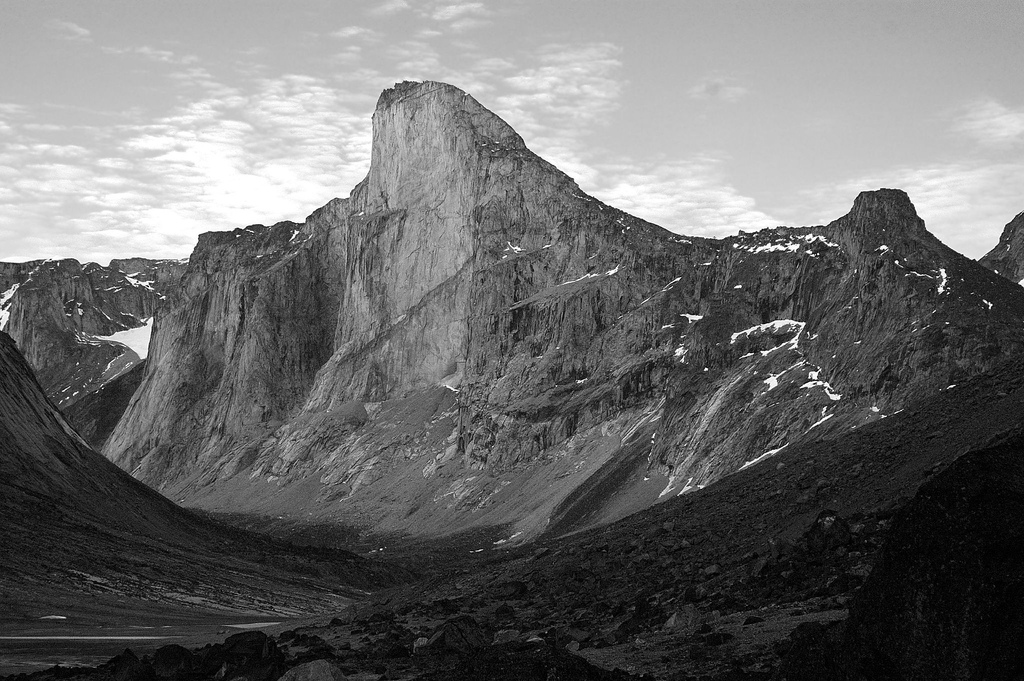
Mount Thor.

Mount Thor is een berg in het nationaal park Auyuittuq op Baffineiland, Nunavut, Canada. De top – officieel "Thor Peak" – heeft een hoogte van 1675 meter. De piek is de hoogste verticaal gekantelde granieten rotsblok ter wereld van 1250 meter en is gekanteld onder een hoek van 105 graden.
De berg is genoemd naar de Noorse dondergod Thor.
De piek is voor het eerst beklommen door de astrofysicus en bergbeklimmer Lyman Spitzer.